# Sozialverträgliches Frühableben

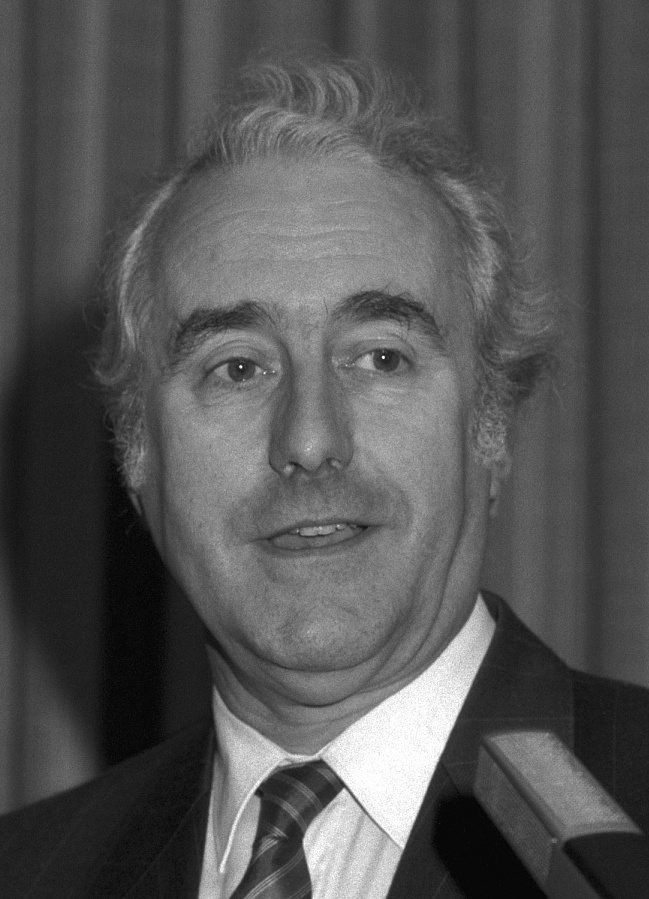
Karsten Vilmar

Sozialverträgliches Frühableben war das Unwort des Jahres 1998 in Deutschland. Damals anlässlich der Gesundheitsreform projektierte weitere Einsparungen führten zu Leistungen- und Qualitätskürzungen, die auch Altgewordene in ihrem letzten Lebensjahrzehnt, wenn die meisten Leistungen der Gesundheitssolidargemeinschaft nötig werden, trafen.
Der Chirurg und Präsident der Bundesärztekammer (BÄK) Karsten Vilmar verwendete den Begriff in einem Radiointerview mit dem NDR. Das Thema war die Gesundheitspolitik der rot-grünen Bundesregierung (Kabinett Schröder I), die weitere Einsparungen plante, um steigende Kosten zu begrenzen.
Vilmar sagte sarkastisch: „Dann müssen die Patienten mit weniger Leistung zufrieden sein, und wir müssen insgesamt überlegen, ob diese Zählebigkeit anhalten kann, oder ob wir das sozialverträgliche Frühableben fördern müssen.“ Auf die Nachfrage, ob die Pläne der Regierung zu einem früheren Tod von Patienten führen würden, meinte Vilmar: „Wird diese Reform so fortgesetzt, dann wird das die zwangsläufige Folge sein.“
Die Empörung von Journalisten über die Verwendung dieses Begriffes war groß. Während manche, wie der Journalist Peter Dittmar, den Sarkasmus in Vilmars Aussage erkannten, sah die Jury eine zynische Begriffsbildung und bezog diese auf die nationalsozialistischen Krankenmorde.